# Daniel Bensaïd

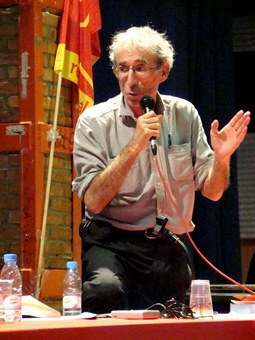
Daniel Bensaïd w Barcelonie w 2008 roku

Daniel Bensaïd (ur. 25 marca 1946 w Tuluzie, zm. 12 stycznia 2010 w Paryżu) – filozof, teoretyk francuskiego trockizmu.

## Elementy biograficzne
Bensaïd był uczniem prestiżowej École normale supérieure w Saint-Cloud. W 1966, jako student, współtworzył Jeunesse Communiste Révolutionnaire (Komunistyczną młodzieżówkę rewolucyjną). W 1969 roku był współzałożycielem trockistowskiej Rewolucyjnej Ligi Komunistycznej. Jako filozof, Bensaïd był profesorem na uniwersytecie Paris VIII w Saint-Denis. W Polsce publikowany był m.in. na łamach pisma „Dalej! pismo socjalistyczne”.

## Publikacje
- współautor: Henri Weber, Mai 1968 : une répétition générale?, Maspero, 1968.
- La révolution et le pouvoir, Penser/Stock 2, Édition Stock, 1976.
- Moi, La Révolution (Remembrances d’une Bicentenaire Indigne), Collection Au vif du sujet, Gallimard, 1989.
- Walter Benjamin, sentinelle messianique, Plon, 1990.
- La Discordance des temps: essais sur les crises, les classes, l’histoire, Éditions de la Passion, 1995.
- Marx l’intempestif: Grandeurs et misères d’une aventure critique (XIXè, XXè siècles), Fayard, 1996.
- Le Pari mélancolique, Fayard, 1997.
- Qui est le juge? Pour en finir avec le tribunal de l’histoire, Fayard, 1999.
- Contes et légendes de la guerre éthique, Textuel, 1999.
- Éloge de la résistance et l’air du temps, Textuel, 1999.
- Le Sourire du spectre: nouvel esprit du communisme, Michalon, 2000.
- Les Irréductibles, Textuel, 2001.
- Karl Marx – Les hiéroglyphes de la modernité, Textuel 10, 2001.
- Le Retour de la critique sociale – T1 Marx et les nouvelles sociologies, Textuel 9, 2001.
- Résistances – Essai de topologie générale, Textuel 1, 2001.
- Les Trotskysmes, PUF, coll. « Que sais-je? », 2002.
- Le Nouvel Internationalisme, Textuel, 2003.
- Un Monde à changer, mouvements et stratégie, coll. La Discorde, éditions Textuel 2003.
- Une Lente Impatience, éditions Stock, coll. « Un ordre d’idées », 2004.
- Fragments mécréants: Sur les mythes identitaires et la république imaginaire, Lignes, Essais, 2005.
- Les Dépossédés. Karl Marx: Les voleurs de bois et le droit des pauvres, La Fabrique éditions, 2007.
- Éloge de la politique profane, Albin Michel, 2008.
- Un nouveau théologien: Bernard-Henri Lévy (Fragments mécréants, 2), Nouvelles Éditions Lignes, 2008.
- współautor Alain Krivine, 1968, fins et suites, Nouvelles Éditions Lignes, 2008.
- Politiques de Marx, suivi de Inventer l’inconnu, textes et correspondances autour de la Commune, Karl Marx et Friedrich Engels, La Fabrique, 2008
- Prenons Parti pour un socialisme du XXIe siècle, Éditions Mille et une nuits, 2009 (współautor: Olivier Besancenot).
- Démocratie, dans quel état?; współautorzy: Giorgio Agamben, Alain Badiou, Wendy Brown, Jean-Luc Nancy, Jacques Rancière, Kristin Ross i Slavoj Zizek, La Fabrique, 2009.
- Marx, mode d’emploi, éditions La Découverte, 2009 (współautor: Charb)